# Enrico di Montescaglioso
Enrico di Montescaglioso, nato Rodrigo Garcéz e noto anche come Enrico di Navarra (Navarra, 1130 circa ... – 1175 circa), era figlio del re di Navarra, García IV Ramírez e di Margherita de l'Aigle, fratello dunque di Margherita di Navarra che, avendo sposato Guglielmo I detto il Malo, fu regina consorte e poi reggente del Regno di Sicilia.

## Biografia
La principale fonte per la vita di Enrico è il cronista della corte siciliana Ugo Falcando, estremamente ostile a lui.
Falcando riferisce la voce secondo la quale non fu mai riconosciuto come figlio dal re di Navarra ed era considerato un bastardo, il prodotto di una tresca della regina. Questo è contraddetto dal comportamento di sua sorella, che lo ha sempre trattato come un vero fratello di sangue reale. 
Tra il maggio e il settembre 1166, dopo la morte del cognato, il re di Sicilia Guglielmo il Malo, lasciò la penisola iberica chiamato dalla sorella, Margherita di Navarra, e si recò in Sicilia, inizialmente forse solo per operare una sorta di protezione sulla sorella vedova, minacciata da possibili intrighi di corte, e impegnata a far fronte al consiglio di reggenza del nuovo re di Sicilia, Guglielmo II, ancora minorenne. Secondo il solito malizioso Falcando, Enrico "si era mosso dalla Spagna in Sicilia portandosi appresso molti soldati spagnoli attratti dalla speranza di guadagno".
Al suo arrivo in Sicilia Margherita gli fece cambiare il nome da Rodrigo (Rodericus, nome di re vandali, era considerato un nome barbaro) al più appetibile Enrico.
Appena arrivato a Palermo aveva sposato una figlia illegittima di Ruggero II, e quindi la cognata di sua sorella. In questa occasione fu investito della contea di Montescaglioso in Basilicata, probabilmente per tenerlo fuori dalla politica di corte. Ebbe anche i feudi di Noto, Sclafani e Caltanissetta sull'isola, territori che erano stati di Goffredo, il precedente conte di Montescaglioso, prima che fosse imprigioniato per aver preso parte alla ribellione del 1155-1156.
Enrico si mosse quindi per recarsi a Montescaglioso, ma face una lunga sosta a Messina, dove accrebbe la sua cattiva reputazione che si era fatto nella frequentazione di criminali per essersi dedicato al gioco d'azzardo. Falcando così sintetizza: "Questo Enrico ... era avventato e maldestro nella conversazione, uomo cui interessava solo il giuoco dei dadi e d'azzardo, e che non aveva altro desiderio se non di avere un compagno di gioco e molto denaro da perdere. (...) A Messina (...) si circondò di briganti, pirati, fannulloni, cortigiani e persone coinvolte nelle più svariate turpitudini e con essi passava il giorno a banchettare e tutte le notti a giocare d'azzardo". La sorella intervenne intimandogli di attraversare lo stretto e recarsi nel suo feudo.
Ma già nell'estate del 1167, Enrico era nuovamente in Sicilia per ottenere una parte nel governo del regno: secondo Falcando, ci andò su istigazione dei suoi amici, che pensavano che lui, come un principe reale, avrebbe meritato la più alta carica laica, il cancellierato, che era stato di Riccardo, conte di Molise al quale era succeduto Stefano di Perche, un cugino suo e di Margherita, che molti accusavano di avere una relazione con la regina, ma Enrico inizialmente non era del tutto persuaso e intrattenne rapporti di amicizia e stima col cugino.
Poi, però, quando 15 dicembre 1167 Stefano trasferì la corte temporaneamente a Messina, Enrico, rimasto a Palermo approfittò per tramare con i cospiratori, nei cui ranghi fu incluso Matteo d'Aiello, il giudice Riccardo e il vescovo Gentile di Agrigento. La corte si riunì nella sua ultima sessione a Messina il 12 marzo 1168: Enrico in maniera arrogante pretese il Principato di Taranto. Ma Gilberto, conte di Gravina, un altro cugino di Enrico e Margherita, salì in consiglio e lo affrontò: denunciò il conte, accusandolo di tradimento. Enrico, la cui cospirazione fu smascherata anche dalla testimonianza del giudice Riccardo. Fu prontamente arrestato e imprigionato a Reggio di Calabria, mentre fu ordinato ai suoi cavalieri spagnoli che lo accompagnavano di lasciare la Sicilia, cosa che hanno fatto.
La sorella Margherita gli offrì 1.000 ducati d'oro per tornarsene in Navarra e promettere di non mettere più piede in Sicilia. Fu affidato a un sacerdote francese, Odo Quarrel, un canonico della cattedrale di Chartres che era venuto in Sicilia al seguito di Stefano du Perche, che lo avrebbe scortato fino in Navarra. Mentre era in corso la preparazione di sette galee per la partenza da Messina, il 31 marzo, Domenica di Pasqua, i Messinesi, che disprezzavano il cancelliere, si ribellarono, Odo fu catturato e le galere requisite: a Reggio Enrico fu rilasciato e riportato indietro a Messina come il leader di una seconda insurrezione contro il cugino. Enrico non impedì un massacro di tutti i francesi in città. Riuscì a diffondere la ribellione, che era apertamente diretta contro il regime del cancelliere, in tutta l'isola. Entro l'estate Stefano fu costretto ad andare in esilio. Enrico tornò trionfante a Palermo con venti o ventiquattro galere e Riccardo, conte di Molise, sbarcò con lui a Palermo.
Nel 1168 fu formato quindi un nuovo gabinetto di dieci familiares regis, ovvero di consiglieri, tra cui figuravano Enrico, conte di Montescaglioso, Matteo d'Aiello, Riccardo di Mandra, Riccardo Palmer, Romualdo Guarna e Gualtiero Offamilio (precettore del giovane re).
Nel luglio 1168 Enrico fu investito del Principato: in un documento datato 8 dicembre egli si intitola "per grazia di Dio e del re conte del Principato e fratello della Signora Regina Margherita" (Dei et regis gratia comes Principatus et dominae reginae Margheritae frater). Enrico appare solo in altri due documenti, uno del 1170, l'altro, la sua ultima apparizione, del mese di luglio 1173. Sicuramente era morto nel settembre 1177, quando la sua vedova Adelasia è citata in un documento come reggente del Principato per suo figlio Guglielmo, erede di Enrico.

## Ascendenza
|                              |   |                     | Genitori           |  |  | Nonni |  |  | Bisnonni                 |  |  | Trisnonni         |  |
|                              |   |                     |                    |  |  |       |  |  | Sancho Garcés di Navarra |  |  | García II Jiménez |  |
|                              |   |                     |                    |  |  |       |  |  | Sancho Garcés di Navarra |  |  | García II Jiménez |  |
|                              |   | Dadildis di Pallars |                    |  |  |       |  |  | Sancho Garcés di Navarra |  |  |                   |  |
| Ramiro Sánchez di Monzón     |   |                     |                    |  |  |       |  |  | Sancho Garcés di Navarra |  |  |                   |  |
|                              |   | Toda di Navarra     | Aznar Sánchez      |  |  |       |  |  |                          |  |  |                   |  |
|                              |   | Toda di Navarra     | Aznar Sánchez      |  |  |       |  |  |                          |  |  |                   |  |
|                              |   | Toda di Navarra     | Onneca Fortúnez    |  |  |       |  |  |                          |  |  |                   |  |
| García IV Ramírez di Navarra |   | Toda di Navarra     |                    |  |  |       |  |  |                          |  |  |                   |  |
|                              |   | El Cid              | Diego Laínez       |  |  |       |  |  |                          |  |  |                   |  |
|                              |   | El Cid              | Diego Laínez       |  |  |       |  |  |                          |  |  |                   |  |
|                              |   | El Cid              | Teresa Rodríguez   |  |  |       |  |  |                          |  |  |                   |  |
| Cristina Rodríguez           |   | El Cid              |                    |  |  |       |  |  |                          |  |  |                   |  |
|                              |   | Jimena Díaz         | Diego Fernández    |  |  |       |  |  |                          |  |  |                   |  |
|                              |   | Jimena Díaz         | Diego Fernández    |  |  |       |  |  |                          |  |  |                   |  |
|                              |   | Jimena Díaz         | Cristina Fernández |  |  |       |  |  |                          |  |  |                   |  |
| Enrico di Montescaglioso     |   | Jimena Díaz         |                    |  |  |       |  |  |                          |  |  |                   |  |
|                              | … | …                   |                    |  |  |       |  |  |                          |  |  |                   |  |
|                              | … | …                   |                    |  |  |       |  |  |                          |  |  |                   |  |
|                              | … | …                   |                    |  |  |       |  |  |                          |  |  |                   |  |
| Gilbert de L'Aigle           | … |                     |                    |  |  |       |  |  |                          |  |  |                   |  |
|                              |   | …                   | …                  |  |  |       |  |  |                          |  |  |                   |  |
|                              |   | …                   | …                  |  |  |       |  |  |                          |  |  |                   |  |
|                              |   | …                   | …                  |  |  |       |  |  |                          |  |  |                   |  |
| Margherita de l'Aigle        |   | …                   |                    |  |  |       |  |  |                          |  |  |                   |  |
|                              |   | …                   | …                  |  |  |       |  |  |                          |  |  |                   |  |
|                              |   | …                   | …                  |  |  |       |  |  |                          |  |  |                   |  |
|                              |   | …                   | …                  |  |  |       |  |  |                          |  |  |                   |  |
| Julienne du Perche           |   | …                   |                    |  |  |       |  |  |                          |  |  |                   |  |
|                              |   | …                   | …                  |  |  |       |  |  |                          |  |  |                   |  |
|                              |   | …                   | …                  |  |  |       |  |  |                          |  |  |                   |  |
|                              |   | …                   | …                  |  |  |       |  |  |                          |  |  |                   |  |
|                              |   | …                   |                    |  |  |       |  |  |                          |  |  |                   |  |